# Brachycorythis conica
Brachycorythis conica är en orkidéart som först beskrevs av Victor Samuel Summerhayes, och fick sitt nu gällande namn av Victor Samuel Summerhayes. Brachycorythis conica ingår i släktet Brachycorythis och familjen orkidéer.

## Underarter
Arten delas in i följande underarter:
- B. c. conica
- B. c. longilabris
- B. c. transvaalensis